# Andreas Hadenius
Andreas Hadenius (sinh ngày 18 tháng 3 năm 1991) là một cầu thủ bóng đá người Thụy Điển thi đấu cho Halmstads BK ở vị trí hậu vệ.